# BMW-Werk Oxford

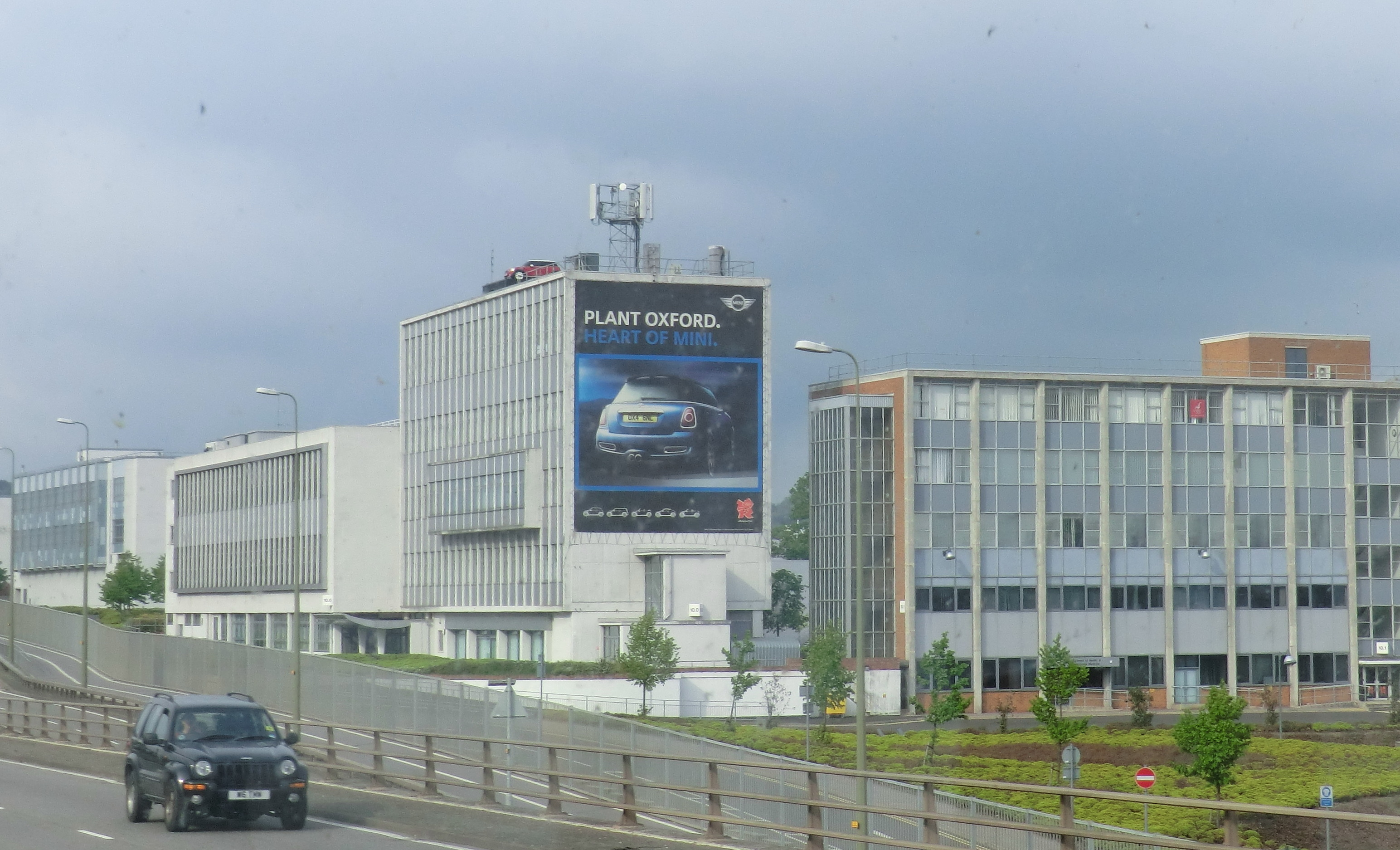
Werk Oxford an der Oxford Ring Road (A4142)

Das BMW-Werk Oxford in Cowley, südöstlich von Oxford, England, ist ein Automobilwerk von BMW, in dem Mini-Fahrzeuge gebaut werden. Das Werk bildet zusammen mit dem Werk Hams Hall, in dem Motoren hergestellt werden, und dem Werk Swindon, in dem Karosserieteile und Baugruppen gefertigt werden, das Mini-Produktionsdreieck. Das Werk Oxford kann von Schulklassen und Touristen im Rahmen von Werksführungen besichtigt werden.

## Geschichte
Der heutige Standort des Werks Oxford war das 1926 gegründete Karosseriebauunternehmen der „Pressed Steel Company“, später bekannt als Pressed Steel Fisher. Die Autofabriken im Norden und Süden waren ursprünglich Werke von Morris Motors, dann Teil von British Leyland und später der Rover-Gruppe. Das gesamte Gelände wurde in den 1990er Jahren umstrukturiert, und heute ist nur noch der ursprüngliche „Pressed Steel“-Teil des Geländes übrig.

## Fahrzeuge

### Morris Motors/BMC/British Leyland/Austin Rover/Rover Group
- Morris Oxford bullnose (1913–1916, 1919–1926)
- Morris Cowley bullnose (1915–1920, 1919–1926)
- Morris Oxford flatnose (1926–1930)
- Morris Cowley flatnose (1926–1931)
- Morris Oxford Empire models (1926–1929)
- Morris Six (1927–1929)
- Morris Minor (1928–1934)
- Morris Oxford Six (1929–1935)
- Morris Isis (1929–1935)
- Morris Major (1930–1933)
- Morris Cowley Twelve (1931–1934)
- Morris Ten (1932–1935, 1935–1937, 1937–1948)
- Morris Twelve (1934–1935, 1935–1937, 1937–1948)
- Morris Cowley Six (1934–1935)
- Morris 8 (1935–1938, 1938–1948)
- Morris Fourteen Six (1935–1939)
- Morris Fifteen Six (1935–1939)
- Morris Big Six (1935–1939)
- Morris Minor (1948–1971)
- Morris Six MS (1948–1953)
- Wolseley Six Eighty (1948–1954)
- Morris Oxford MO (1948–1954)
- Wolseley 4/50 (1948–1954)
- Morris Cowley vans and pickups (1950–1956, 1956–1962)
- Morris Cowley (1954–1959)
- Morris Oxford Series II (1954–1956)
- Morris Isis (1955–1958)
- Morris Oxford Series III (1956–1959)
- Morris Oxford Farina (1959–1971)
- Morris 1100 (1962–1974) and variants
- Austin Maxi (1969–1981)
- Morris Marina (1971–80)
- 18–22 series/Princess (1975–1981)
- Morris Ital (1980–1982)
- Triumph Acclaim (1981–1984)
- Austin Ambassador (1982–1984)
- Rover SD1 (1982–1986)
- Austin Maestro (1983–1994)
- Austin Montego (1984–1994)
- Rover 800-series (1986–1999)
- MG RV8  (1992–1995)
- Rover 600-series (1993–1999)
- Rover 75 (1999–2000)

### Pressed Steel Fisher
- Rolls-Royce Silver Dawn
- Rolls-Royce Silver Cloud
- Rolls-Royce Silver Shadow
- Rolls-Royce Silver Spirit
- Hillman
- Standard-Triumph
- Range Rover Classic

### Honda
- Honda Legend (1986–1988)

### BMW
- Mini (seit 2000)
- Cabriolet (2004–2015, seit 2024)
- Mini Clubman (2007–2024)
- Mini Coupé und Roadster (2011–2015)
- Mini Cooper SE (2020–2024)